# Lev Burčalkin
Lev Dmitrievič Burčalkin (in russo Лев Дмитриевич Бурчалкин?, traslitterazione anglosassone: Lev Dmitriyevich Burchalkin; Leningrado, 9 gennaio 1939 – San Pietroburgo, 7 settembre 2004) è stato un calciatore e allenatore di calcio sovietico, dal 1991 russo, di ruolo attaccante.

## Carriera
Ha giocato dal 1957 al 1972 solo con lo Zenit Leningrado, segnando 78 reti in 400 partite; proprio nel club di San Pietroburgo detiene il record di presenze e di goal.
Ha rappresentato la Nazionale sovietica il 20 maggio 1964, in un'amichevole contro l'Uruguay.
Ha allenato svariati club, fino al 2002.